# Plummer (Minnesota)
Plummer ist eine Kleinstadt (mit dem Status „City“) im Red Lake County im US-amerikanischen Bundesstaat Minnesota. Die Stadt ist nach Charles A. Plummer benannt. Das U.S. Census Bureau hat bei der Volkszählung 2020 eine Einwohnerzahl von 276 ermittelt.

## Geografie
Plummer liegt im Nordwesten Minnesotas am Clearwater River, einem Nebenfluss des in den Red River of the North mündenden Red Lake River. Die geografischen Koordinaten von Plummer sind 47°54′41″ nördlicher Breite und 96°02′30″ westlicher Länge. Der Ort erstreckt sich über eine Fläche von 7,25 km².
Benachbarte Orte von Plummer sind Thief River Falls (27,9 km nordnordwestlich), Oklee (22 km südwestlich), Brooks (11,7 km südsüdöstlich), Red Lake Falls (22,4 km westlich) und St. Hilaire (25,4 km nordwestlich).
Die nächstgelegenen größeren Städte sind Fargo in North Dakota (171 km südwestlich), Grand Forks (92,8 km westlich), Winnipeg in der kanadischen Provinz Manitoba (255 km nordnordwestlich), Duluth am Oberen See (365 km ostsüdöstlich) und Minneapolis (445 km südöstlich).
Die Grenze zu Kanada befindet sich 138 km nördlich.

## Verkehr
Von Nordwest nach Südost verläuft der U.S. Highway 59 als Hauptstraße durch Plummer. Alle weiteren Straßen sind untergeordnete und teils unbefestigte Fahrwege sowie innerörtliche Verbindungsstraßen.
Parallel zum US 59 verläuft eine Eisenbahnstrecke der Canadian Pacific Railway durch Plummer.
Mit dem Thief River Falls Regional Airport befindet sich 27 km nordnordwestlich der nächste Regionalflughafen. Die nächsten größeren Flughäfen sind der Hector International Airport in Fargo (177 km südwestlich), der Grand Forks International Airport (105 km westlich), der Winnipeg James Armstrong Richardson International Airport (263 km nordnordwestlich) und der Minneapolis-Saint Paul International Airport (469 km südöstlich).

## Demografische Daten
Nach der Volkszählung im Jahr 2010 lebten in Plummer 292 Menschen in 128 Haushalten. Die Bevölkerungsdichte betrug 40,3 Einwohner pro Quadratkilometer. In den 128 Haushalten lebten statistisch je 2,28 Personen.
Ethnisch betrachtet setzte sich die Bevölkerung zusammen aus 96,2 Prozent Weißen und 1,7 Prozent amerikanischen Ureinwohnern; 2,1 Prozent stammten von zwei oder mehr Ethnien ab. Unabhängig von der ethnischen Zugehörigkeit waren 3,1 Prozent der Bevölkerung spanischer oder lateinamerikanischer Abstammung.
28,4 Prozent der Bevölkerung waren unter 18 Jahre alt, 60,3 Prozent waren zwischen 18 und 64 und 11,3 Prozent waren 65 Jahre oder älter. 48,3 Prozent der Bevölkerung war weiblich.

Das mittlere jährliche Einkommen eines Haushalts lag bei 50.000 USD. Das Pro-Kopf-Einkommen betrug 23.821 USD. 11,3 Prozent der Einwohner lebten unterhalb der Armutsgrenze.